# Bestellkombination

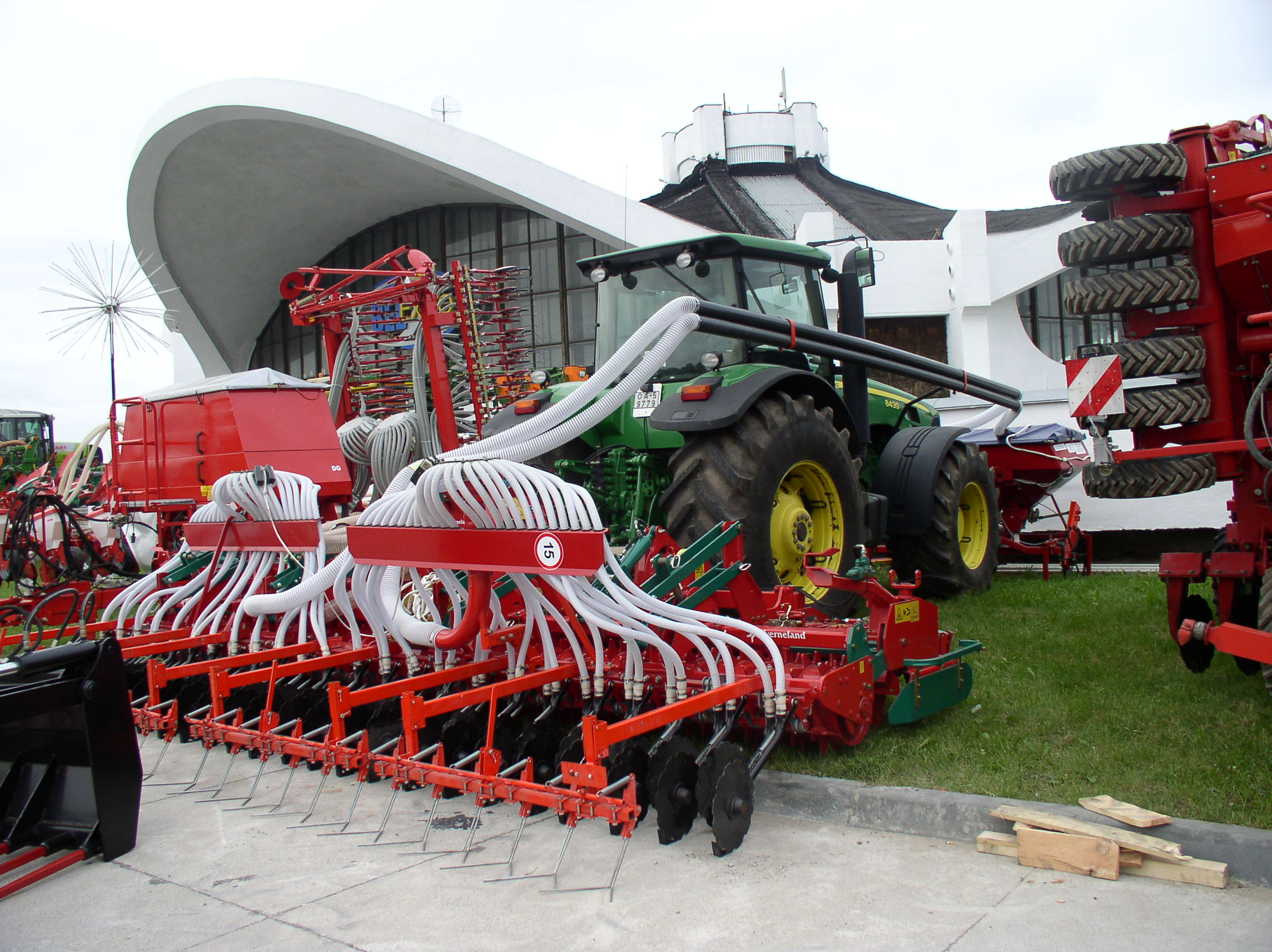
Eine Bestellkombination, bestehend aus einer Kreiselegge mit aufgebauter pneumatischer Sämaschine und angebautem Fronttank

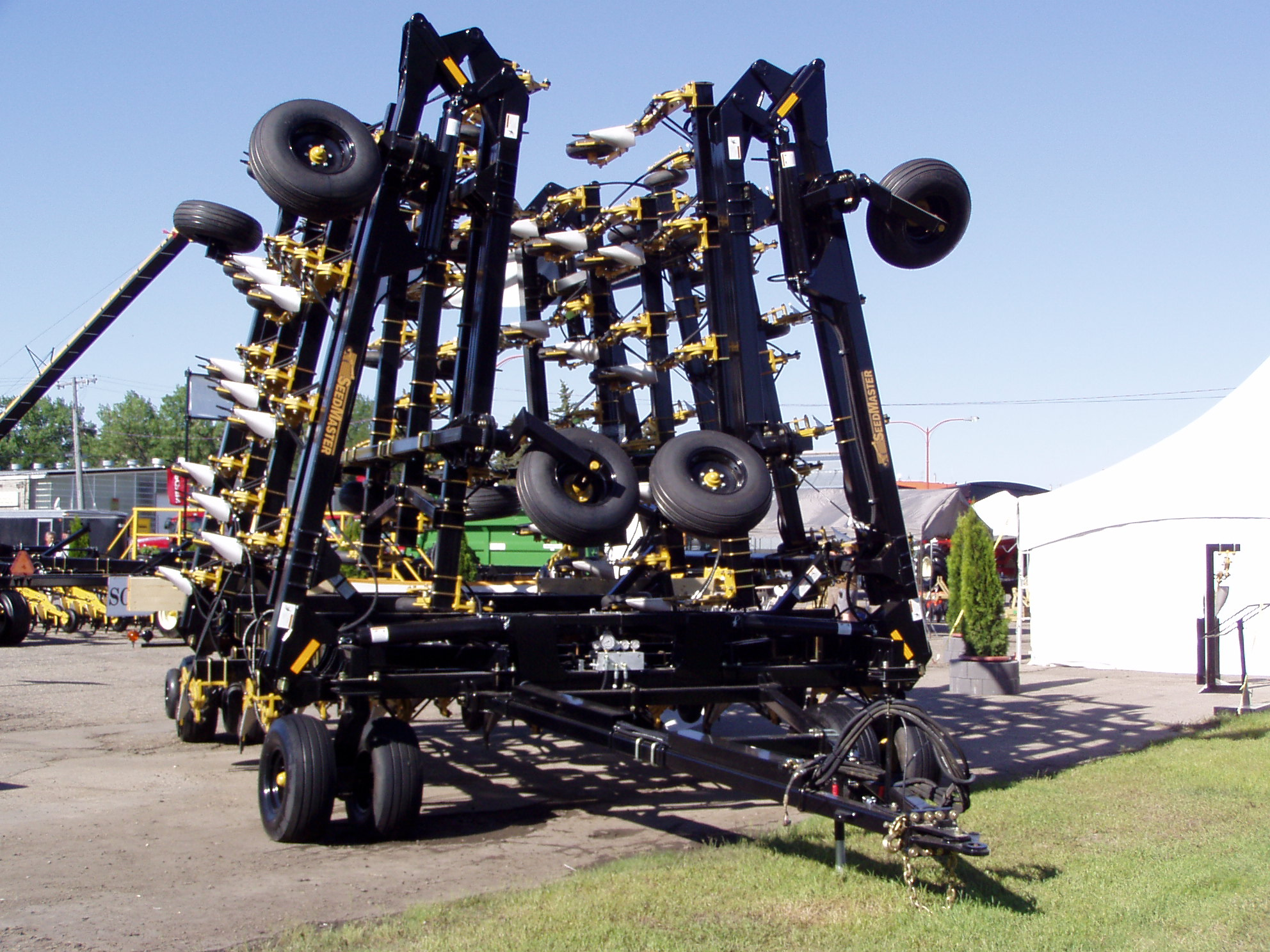
Eine Seedmaster-Sämaschine. Es fehlt der zugehörige Zusatztank für das Saatgut

Eine Bestellkombination ist ein landwirtschaftliches Anbaugerät, das aus einem meist zapfwellenbetriebenen Bodenbearbeitungsgerät und einer Drillmaschine besteht.

## Funktionsweise
Als erstes bereitet eine Kreiselegge den Boden für die Einsaat vor und zerkleinert größere Erdklumpen sowie ebnet den Boden ein (weiteres unter Egge). Auf die Kreiselegge aufgesattelt ist die eigentliche Sämaschine. Dies funktioniert meistens über einen Dreipunktanbaubock an der Kreiselegge, der mittels Hydraulikzylinder ausgehoben werden kann. Somit ist kein Umbau an der Sämaschine nötig und diese kann auch solo benutzt werden. Die typische Arbeitsbreite für eine Saatbettkombination beträgt drei Meter.
In Transportstellung ist die Sämaschine leicht nach hinten versetzt über die Kreiselegge ausgehoben. Somit wird eine relativ kurze Transportlänge erreicht. Zu beachten ist allerdings, dass das Anbaugerät bei den meisten Schleppertypen die Rückleuchten verdeckt und somit auch an der Sämaschine als hinterstes Gerät eine Beleuchtungsanlage angebracht sein muss.
Außerdem ist das nicht unerhebliche Gewicht zu beachten. Gerade beim Ausheben mit abgesenkter Sämaschine (z. B. am Vorgewende) entsteht ein großer Hebelarm. Je nach Schleppertyp ist daher ein Frontgewicht nötig. Zusätzlich dient dieses Gewicht dann auch dem Fahrkomfort und der Laufruhe des Schleppers.

## Vorteile
Der Vorteil einer Saatbeetkombination ist das Zusammenfassen von zwei Arbeitsschritten. Somit wird die Verdichtung des Bodens durch mehrmaliges Überfahren verringert. Außerdem bietet sich hier die Möglichkeit der Kosteneinsparung und Verringerung der Umweltbelastung. Letztere wird allerdings nur erreicht, wenn die Schlepperleistung für die Saatbeetkombination richtig dimensioniert ist und entsprechend gefahren wird.